# Pêche côtière

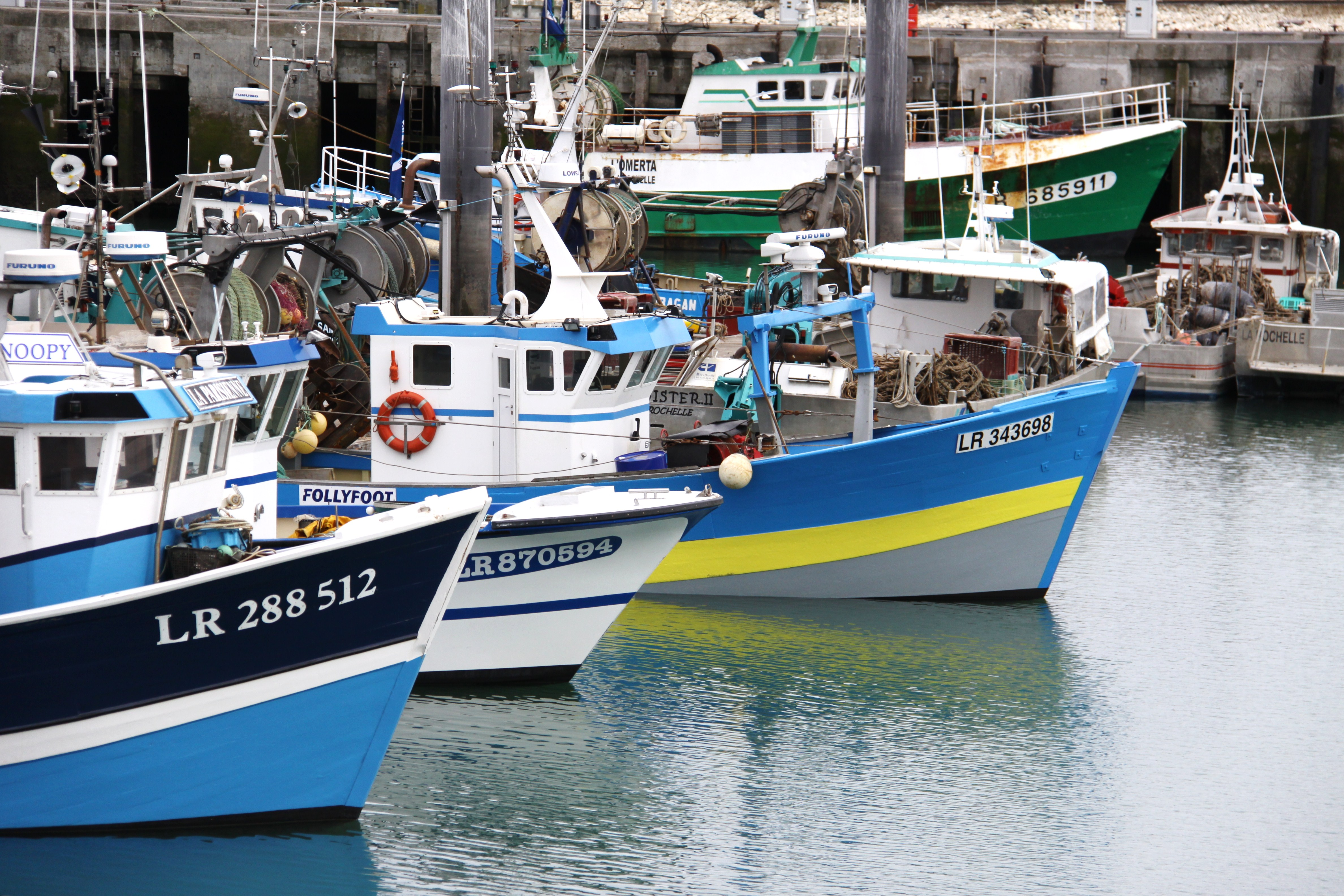
Chalutiers de pêche côtière

La pêche côtière est la pêche en mer pratiquée par tout navire ne s’absentant du port que pour une durée inférieure ou égale à 4 jours (pour les bateaux ne partant en mer que quelques heures, on parle de petite pêche), mais supérieure à 1 jour. C'est une pêche considérée comme artisanale et pratiquée sur des navires de moins de 20 mètres de long, à la différence de la pêche au large, où les marées durent de 10 à 15 jours, et de la grande pêche où les campagnes de pêche peuvent durer plusieurs mois.